# John Yeboah
John Yeboah Zamora (* 23. Juni 2000 in Hamburg) ist ein ecuadorianisch-deutscher Fußballspieler. Der Flügelspieler steht seit 2024 in Italien beim FC Venedig unter Vertrag und ist ecuadorianischer Nationalspieler.

## Karriere

### Vereine
Yeboah, Sohn eines Ghanaers und einer Mutter aus Ecuador, wuchs in Hamburg auf und spielte zunächst Futsal. Später begann er mit Fußball und kam über den SV Rönneburg und den FC Türkiye Wilhelmsburg im Jahr 2015 zum VfL Wolfsburg. Seit der Spielzeit 2017/18 spielt Yeboah mit der A-Jugend der Wölfe in der A-Junioren-Bundesliga. In der Saison 2018/19 belegte der Stürmer mit 20 Treffern Rang 2 der Torschützenliste. Am 3. November 2018 wurde Yeboah von Trainer Bruno Labbadia erstmals in der ersten Mannschaft der Wolfsburger eingesetzt und debütierte bei der 0:1-Heimniederlage gegen Borussia Dortmund in der Bundesliga.
Nachdem Yeboah zum Beginn der Saison 2019/20 zu 5 Einsätzen (4 Tore) in der zweiten Mannschaft in der viertklassigen Regionalliga Nord gekommen war, wechselte er Anfang September 2019 bis zum Saisonende zum niederländischen Erstligisten VVV-Venlo. Der Flügelspieler absolvierte 18 Ligapartien für Venlo (je ein Tor und eine Vorlage) sowie 2 Partien für die Nachwuchsmannschaft (5 Tore). Mit Venlo stand er auf Tabellenrang 13, als die Spielzeit aufgrund der COVID-19-Pandemie vorzeitig abgebrochen wurde.
Nach der Saison kehrte Yeboah nach Wolfsburg zurück und wechselte kurze Zeit später fest zu Willem II Tilburg. Von dort wurde er im Januar 2021 für sechs Monate an Zweitligist Almere City verliehen. Hier erreichte er mit dem Verein die Aufstiegsrelegation zur Eredivisie, wo man dem NEC Nijmegen mit 0:4 unterlag. Zurück in Tilburg absolvierte Yeboah in der folgenden Hinrunde acht Ligaspiele und eine Pokalpartie, ehe er im Januar 2022 an den MSV Duisburg verliehen wurde. Als die Leihe im folgenden Sommer geendet und Tilburg gleichzeitig aus der Eredivisie abgestiegen war, wechselte Yeboah ablösefrei nach Polen zu Śląsk Wrocław. Zur Saison 2023/24 wechselte er zum Ligakonkurrenten Raków Częstochowa.
Im August 2024 wechselte Yeboah in die Serie A zum FC Venedig.

### Nationalmannschaft
Yeboah spielte ab 2016 für Juniorennationalmannschaften des DFB. Mit der U17-Auswahl spielte er im Mai 2017 bei der U17-Europameisterschaft in Kroatien und scheiterte mit seinem Team im Halbfinale am späteren Europameister Spanien. Im Oktober 2017 nahm er mit der Mannschaft auch an der U17-Weltmeisterschaft in Indien teil, bei der sie das Viertelfinale erreichte. Ab September 2019 wurde Yeboah auch in der U20-Nationalmannschaft eingesetzt.
Nach Jahren beim deutschen Verband stand Yeboah im Oktober 2023 erstmals im Kader der ecuadorianischen A-Nationalmannschaft. Am 22. März 2024 feierte er sein Debüt im Freundschaftsspiel gegen Guatemala und erzielte prompt ein Tor. Im Sommer desselben Jahres nahm er mit Ecuador an der Copa América teil.